# Château de Bellinga
Le château de Bellinga est un château suédois, situé dans la municipalité d'Ystad, en Scanie au sud du pays.

## Source
- (en) Cet article est partiellement ou en totalité issu de l’article de Wikipédia en anglais intitulé « Bellinga Castle » (voir la liste des auteurs).